# Japan Studio
Japan Studio (SIEジャパンスタジオ)  foi uma desenvolvedora japonesa de jogos eletrônicos sediada em Tóquio. Ela foi fundada em 1993 e era uma divisão da Sony Interactive Entertainment, sendo supervisionada desde 2005 pela SIE Worldwide Studios.
Em 2021 a Sony anunciou a restruturação do estúdio, restando apenas o Team ASOBI, uma equipe que operava dentro da SIE Japan Studio, este continuará a existir de maneira independente.

## Jogos
| Ano  | Título                           | Plataforma(s)                      | Adicional                                                  |
| ---- | -------------------------------- | ---------------------------------- | ---------------------------------------------------------- |
| 1999 | Ape Escape                       | PlayStation                        |                                                            |
| 2000 | The Legend of Dragoon            | PlayStation                        |                                                            |
| 2001 | Pipo Saru 2001                   | PlayStation 2                      |                                                            |
| 2001 | Ico                              | PlayStation 2                      | Desenvolvido pelo Team Ico                                 |
| 2002 | Ape Escape 2                     | PlayStation 2                      |                                                            |
| 2004 | Siren                            | PlayStation 2                      | Desenvolvido pela Project Siren                            |
| 2005 | Ape Escape 3                     | PlayStation 2                      |                                                            |
| 2005 | Shadow of the Colossus           | PlayStation 2                      | Desenvolvido pelo Team Ico                                 |
| 2006 | Forbidden Siren 2                | PlayStation 2                      | Desenvolvido pela Project Siren                            |
| 2006 | LocoRoco                         | PlayStation Portable               |                                                            |
| 2006 | Mainichi Issho                   | PlayStation 3                      | Co-desenvolvido com a Game Arts e Bexide                   |
| 2007 | Piyotama                         | PlayStation 3 PlayStation Portable |                                                            |
| 2007 | LocoRoco Cocoreccho!             | PlayStation 3                      |                                                            |
| 2007 | The Eye of Judgment              | PlayStation 3                      |                                                            |
| 2007 | Patapon                          | PlayStation Portable               | Co-desenvolvido com a Pyramid                              |
| 2007 | Folklore                         | PlayStation 3                      | Co-desenvolvido com a Game Republic                        |
| 2007 | Coded Soul: Uketsugareshi Idea   | PlayStation Portable               | Co-desenvolvido com a Gaia                                 |
| 2008 | Echochrome                       | PlayStation 3 PlayStation Portable | Co-desenvolvido com a Game Yarouze                         |
| 2008 | Siren: Blood Curse               | PlayStation 3                      | Desenvolvido pela Project Siren                            |
| 2008 | The Last Guy                     | PlayStation 3                      |                                                            |
| 2008 | LocoRoco 2                       | PlayStation Portable               |                                                            |
| 2008 | White Knight Chronicles          | PlayStation 3                      | Co-desenvolvido com a Level-5                              |
| 2009 | LocoRoco Midnight Carnival       | PlayStation Portable               |                                                            |
| 2009 | Trash Panic                      | PlayStation 3                      |                                                            |
| 2009 | Patapon 2                        | PlayStation Portable               | Co-desenvolvido com a Pyramid                              |
| 2009 | Numblast                         | PlayStation 3                      |                                                            |
| 2010 | The Eye of Judgment: Legends     | PlayStation Portable               |                                                            |
| 2010 | Patchwork Heroes                 | PlayStation Portable               | Co-desenvolvido com a Acquire                              |
| 2010 | White Knight Chronicles II       | PlayStation 3                      | Co-desenvolvido com a Level-5                              |
| 2010 | Kung Fu Rider                    | PlayStation 3                      |                                                            |
| 2010 | PlayStation Move Ape Escape      | PlayStation 3                      |                                                            |
| 2010 | Echochrome II                    | PlayStation 3                      |                                                            |
| 2011 | White Knight Chronicles: Origins | PlayStation Portable               | Co-desenvolvido com a Matrix Software                      |
| 2011 | Bleach: Soul Resurrección        | PlayStation 3                      | Co-desenvolvido com a Racjin                               |
| 2011 | Patapon 3                        | PlayStation Portable               | Co-desenvolvido com a Pyramid                              |
| 2012 | Gravity Rush                     | PlayStation Vita                   | Desenvolvido pela Project Siren                            |
| 2012 | Tokyo Jungle                     | PlayStation 3                      | Co-desenvolvido com a Crispy's                             |
| 2012 | Open Me!                         | PlayStation Vita                   |                                                            |
| 2013 | Soul Sacrifice                   | PlayStation Vita                   | Co-desenvolvido com a Marvelous                            |
| 2013 | Puppeteer                        | PlayStation 3                      |                                                            |
| 2013 | Rain                             | PlayStation 3                      | Co-desenvolvido com a Acquire                              |
| 2013 | Knack                            | PlayStation 4                      |                                                            |
| 2014 | Destiny of Spirits               | PlayStation Vita                   | Co-desenvolvido com a Q Entertainment                      |
| 2014 | Oreshika: Tainted Bloodlines     | PlayStation Vita                   | Co-desenvolvido com a Alfa System                          |
| 2014 | Freedom Wars                     | PlayStation Vita                   | Co-desenvolvido com a Shift e Dimps                        |
| 2014 | Soul Sacrifice Delta             | PlayStation Vita                   | Co-desenvolvido com a Marvelous                            |
| 2016 | The Tomorrow Children            | PlayStation 4                      | Co-desenvolvido com a Q-Games                              |
| 2016 | The Last Guardian                | PlayStation 4                      | Desenvolvido pelo Team Ico Co-desenvolvido com a genDESIGN |
| 2017 | Gravity Rush 2                   | PlayStation 4                      | Desenvolvido pela Project Siren                            |
| 2017 | No Heroes Allowed! VR            | PlayStation 4                      | Co-desenvolvido com a Acquire                              |
| 2017 | Everybody's Golf                 | PlayStation 4                      | Co-desenvolvido com a Clap Hanz                            |
| 2017 | Knack II                         | PlayStation 4                      |                                                            |
| 2018 | Astro Bot Rescue Mission         | PlayStation VR                     | Desenvolvido pelo Team ASOBI                               |
| 2018 | Déraciné                         | PlayStation VR                     | Co-desenvolvido com a FromSoftware                         |
| 2019 | Everybody's Golf VR              | PlayStation VR                     | Co-desenvolvido com a Clap Hanz                            |
| 2020 | Astro's Playroom                 | PlayStation 5                      | Desenvolvido pelo Team ASOBI                               |